# Renfe série 333.1
La série 333.1 diesel de la Renfe, est une sous-série des 333.0 diesel, il s'agit de 8 machines modifiées.

## Caractéristiques
Dans les années 1990, 12 locomotives de la série 333.0 furent modifiées et reçurent de nouveaux bogies. 8 de ces engins ont constitué la sous-série 333.1 avec une vitesse maximale de 140 km/h. Les 4 autres ont été modifiées pour rouler à 160 km/h (sous-série).